# Madsjön, Dalsland
Madsjön är en sjö i Dals-Eds kommun och Färgelanda kommun i Dalsland och ingår i Örekilsälvens huvudavrinningsområde. Sjön är 11,5 meter djup, har en yta på 0,747 kvadratkilometer och befinner sig 152,7 meter över havet.

## Delavrinningsområde
Madsjön ingår i det delavrinningsområde (652306-127795) som SMHI kallar för Ovan Kallebäcken. Medelhöjden är 153 meter över havet och ytan är 33,05 kvadratkilometer. Det finns inga avrinningsområden uppströms utan avrinningsområdet är högsta punkten. Avrinningsområdets utflöde Örekilsälven mynnar i havet. Avrinningsområdet består mestadels av skog (60 procent) och sankmarker (16 procent). Avrinningsområdet har 0,74 kvadratkilometer vattenytor vilket ger det en sjöprocent på 2,2 procent.